# Hottentots Holland Nature Reserve
La réserve naturelle des Hottentots-Holland (Hottentots Holland Nature Reserve) est une réserve naturelle de 70 000 hectares située à 90 km au sud-est de la ville du Cap dans la province du Cap-Occidental en Afrique du Sud. Elle relève partiellement de la métropole du Cap (18,36 km2) et de la municipalité de Theewaterskloof (94,06 km2). Le site est inscrit au patrimoine mondial.

## Localisation
La réserve naturelle se trouve dans les montagnes de Hottentots Holland, à environ 90 km au sud-est du Cap. Elle s'étend de Elgin au sud à Villiersdorp dans le nord, et des montagnes de Stellenbosch, à l'ouest, vers l'est jusqu'aux montagnes de Groenland. L'entrée de la réserve est à Nuweberg, situé au nord de Grabouw.

## Altitude
L'amplitude de la réserve située dans une zone montagneuse varie de 500 m à 1 590 m d'altitude. 

## Climat
Les étés sont généralement chauds et secs mais les hivers sont froids avec des précipitations annuelles élevées.

## Historique

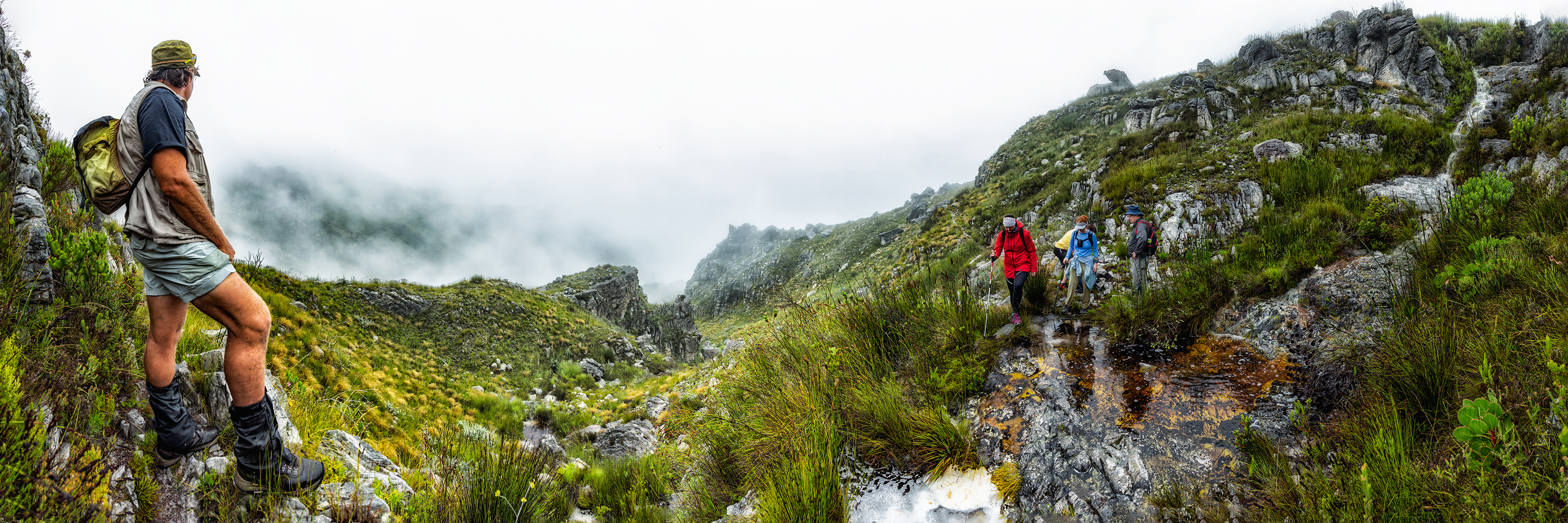
Randonnée dans la réserve (2019).

En 1935, le département des forêts rachète à la municipalité de Stellenbosch une grande partie des terrains qu'elle possédait dans la vallée de Jonkershoek, afin d'y installer une station de recherche travaillant sur les écosystèmes de montagne. La station de Nuweberg est-elle aussi rachetée par le ministère des Forêts pour développer de nouvelles stations sur les pentes inférieures près de Franschhoek et à Jonkershoek. Plusieurs réserves naturelles sont par la suite créées afin de permettre le reboisement et la protection de la flore du Cap dans ce secteur. 
En 1979, l'ensemble de ces petites réserves naturelles sont regroupées en une seule et grande réserve naturelle (loi sur les forêts de 1979). 
En 1995, la réserve s’agrandit avec l'annexion de terrains appartenant à une ancienne ferme voisine.

## Administration
La réserve est gérée depuis 1999 par CapeNature (officiellement le Western Cape Nature Conservation Board), une organisation publique responsable de la conservation des zones sauvages et des réserves naturelles dans la province du Cap-Occidental.